# Heugraben
Heugraben è un comune austriaco di 204 abitanti nel distretto di Güssing, in Burgenland.